# Katako-Kombe
Katako-Kombe es una localidad y un territorio de la provincia de Kasai Oriental, en la República Democrática del Congo.